# Cornisa de Oro
La Cornisa de Oro o Cornisa de l'Estérel, es una carretera que discurre a lo largo de la costa mediterránea a lo largo de L'Estérel entre Fréjus ( Var) y Mandelieu-la-Napoule (Alpes Marítimos).

## Historia
Desde la época romana y hasta el final del Siglo XIX, solo iba de Fréjus a Cannes cruzando L'Estérel. El 11 de abril de 1903 (122 años), se construyó una carretera junto al mar por iniciativa del Touring club de France (TCF) y con el apoyo de la compañía de los caminos de hierro de París a Lyon y el Mediterráneo. La realización de esta carretera le debe mucho al presidente del TCF, Abel Ballif, quien construyó su residencia a lo largo de esta carretera, su historia y sus leyendas. Es una ruta turística, con muchas curvas, que cruza la ruta del ferrocarril varias veces, pero sin ningún paso a nivel.
En 1904 se integró en la carretera  N 7 , reemplazando la carretera que era hasta entonces de Fréjus a Mandelieu-la-Napoule por el interior del macizo. En 1937, el tráfico en esta carretera se volvió demasiado importante, la  N 7  reanudó su ruta inicial, y el carretera de la cornisa se integró en la carretera  N 98 .
En 2006, la carretera fue degradada a departamental, y tomó el nombre  D 98  en Var y  D 2098  en Alpes Marítimos, y después  D 6098 , en los Alpes Marítimos.

## La cornisa dorada y el cine
Muchas películas han tenido parcialmente la cornisa dorada como telón de fondo: Atoll K por John Berry y Léo Joannon, Le Corniaud por Gérard Oury, Le Clan des Siciliens por Henri Verneuil, L'Arnacœur por Pascal Chaumeil, en particular.